# Ère Reagan

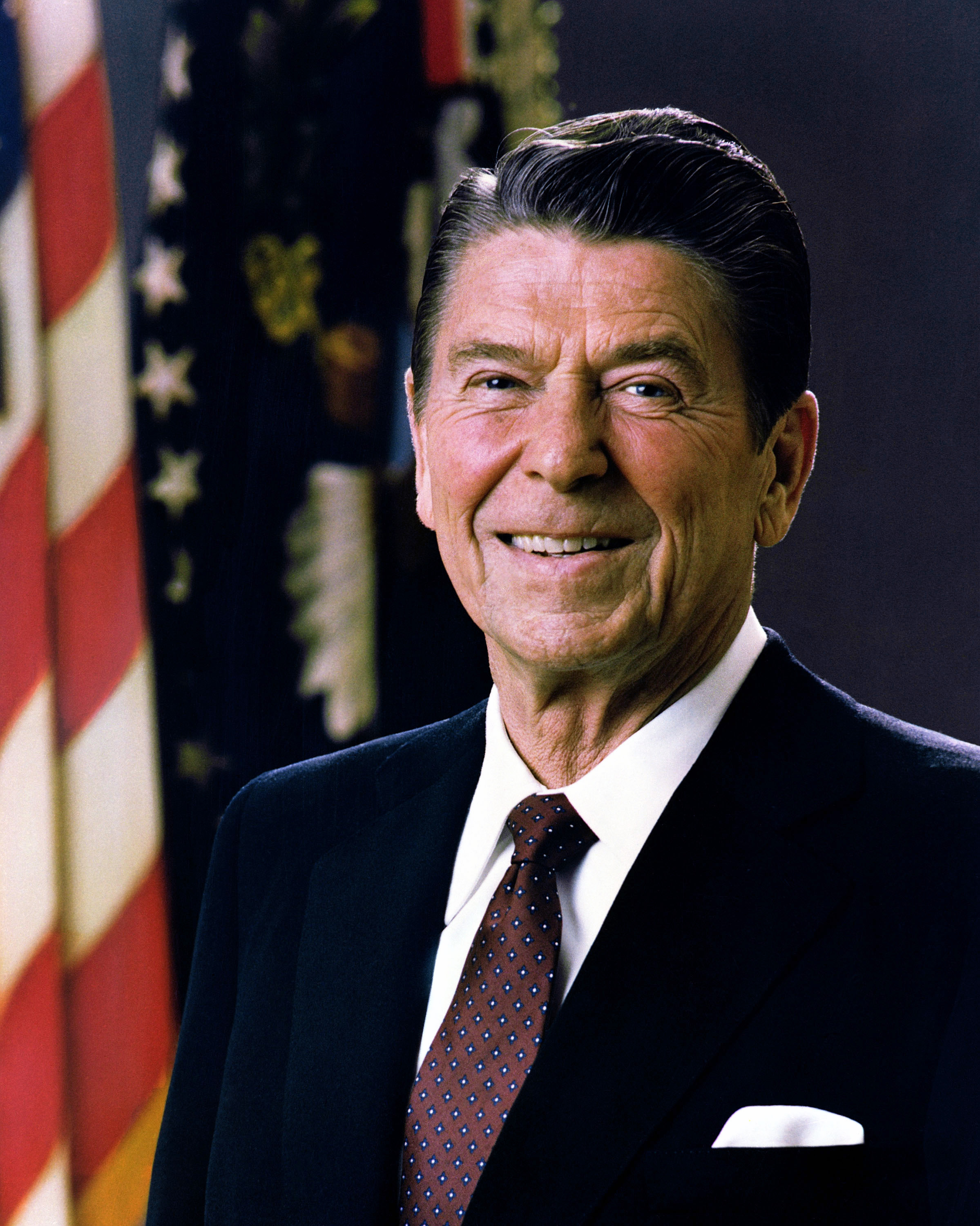
Le président Ronald Reagan.

L’ère Reagan ou l’âge de Reagan est une périodisation de l'histoire contemporaine des États-Unis utilisée par les historiens et les politologues pour décrire l'impact de la « révolution conservatrice » initiée par le président Ronald Reagan à partir des années 1980. Elle coïncide avec ce que les spécialistes appellent le « sixième système des partis ». Si l'ère Reagan se rattache essentiellement aux années 1980, certaines définitions chronologiques plus larges englobent la fin des années 1970 ainsi que les décennies 1990, 2000 et même 2010. Dans son ouvrage paru en 2008, The Age of Reagan: A History, 1974–2008, l'historien et journaliste Sean Wilentz affirme que la figure de Ronald Reagan a dominé ce segment de l'histoire américaine de la même manière que Franklin Delano Roosevelt et l'héritage du New Deal ont marqué le pays pendant quatre décennies. 
L'ère Reagan se définit aussi par un ensemble d'idées et de personnalités allant parfois bien au-delà de la personne de Reagan, considéré comme le chef de file d'un mouvement conservateur solidement implanté dont le programme en matière de taxes, d'aide sociale, de défense, de justice et de gestion de la guerre froide inspira fortement la politique nationale. Parmi les organisations et personnalités conservatrices les plus influentes de l'époque se trouvaient l'Heritage Foundation, Jerry Falwell, Phyllis Schlafly et Newt Gingrich. La Cour suprême des États-Unis, présidée par le juge en chef William Rehnquist, rendit également un certain nombre de décisions pouvant être qualifiées de conservatrices. L'ère Reagan est associée à la présidence de Ronald Reagan mais aussi, plus largement, aux présidences de Gerald Ford, Jimmy Carter, George H. W. Bush, Bill Clinton, George W. Bush et Barack Obama. Alors que les progressistes se montrent souvent très critiques à l'égard de cette période, le camp conservateur fait généralement l'éloge de l'ère Reagan et milite pour sa perpétuation au XXIe siècle. 
À son entrée en fonction, l'administration Reagan mit en œuvre une politique de l'offre dans le domaine économique, diminuant les impôts avec l'adoption de l’Economic Recovery Tax Act of 1981 ainsi que les dépenses publiques tout en augmentant simultanément les dépenses militaires. L'accroissement des déficits incita les législateurs à rehausser les impôts sous les mandats présidentiels de George H. W. Bush et de Bill Clinton, mais les taxes furent de nouveau abaissées avec la loi sur la réconciliation de la croissance économique et des allègements fiscaux, ratifiée en 2001 par George W. Bush. Sous la présidence de Clinton, les républicains firent également voter le Personal Responsibility and Work Opportunity Act qui durcissait le système d'aide sociale en vigueur. 
Lors de sa campagne pour l'investiture démocrate en 2008, Barack Obama analysa la façon dont Reagan avait modifié la trajectoire de la nation : 

« Je pense que Ronald Reagan a changé la trajectoire de l'Amérique d'une manière que Richard Nixon n'aurait pas voulu et d'une manière que Bill Clinton n'aurait pas souhaité non plus. Il nous a placé sur une voie fondamentalement différente parce que le pays était prêt pour cela. Je pense que les gens ressentaient tous les excès des années 1960 et 1970, à une époque où le gouvernement grossissait sans cesse sans que personne sache vraiment comment cela fonctionnait à l'intérieur. [Reagan] a tout simplement mis à profit ce que les gens ressentaient déjà pour la plupart, à savoir : plus de clarté, davantage d'optimisme et un retour à ce sens du dynamisme et de l'esprit d'entreprise qui faisait tant défaut. »

## Émergence
Pour Sean Wilentz, le début de l'ère Reagan commença avec le scandale du Watergate, qui mit fin à la présidence de Richard Nixon et favorisa l'émergence d'une nouvelle génération de dirigeants républicains. En plus du Watergate, l'assassinat de John F. Kennedy en 1963, la guerre du Viêt Nam et la mauvaise situation de l'économie conduisirent les électeurs à se méfier de leurs responsables politiques à partir du milieu des années 1970. Le déplacement massif des populations urbaines vers les banlieues entraîna la formation d'une nouvelle catégorie d'électeurs pour qui le maintien des politiques économiques introduites par le New Deal et des machines politiques locales n'était pas une priorité. Reagan et un certain nombre de conservateurs présentèrent avec succès leurs idées comme une alternative à une opinion publique ayant perdu toute confiance dans le libéralisme rooseveltien. Reagan mit à profit son charisme et ses talents d'orateur pour convaincre les Américains que le conservatisme était un projet optimiste et résolument tourné vers l'avenir. Lors des primaires républicaines pour l'élection présidentielle de 1976, Reagan affronta Gerald Ford, devenu président après la démission de Nixon. Ford l'emporta sur son adversaire et décrocha donc l'investiture de son parti, mais il fut lui-même battu au scrutin général par le candidat démocrate Jimmy Carter. 
Sous sa présidence, Carter s'aliéna une grande partie des électeurs qui avaient voté pour lui en 1976, y compris au sein de son propre parti. Au cours des primaires démocrates de 1980, il ne s'imposa que difficilement face au sénateur Ted Kennedy, représentant l'aile gauche du parti et qui s'était disputé avec Carter au sujet du système d'assurance santé universelle. Tandis que le président et le Parti démocrate en général mécontentaient de nombreuses personnes, le mouvement conservateur gagna en popularité. La persistance des problèmes économiques rendait les impôts impopulaires et les électeurs se montrèrent de plus en plus réceptifs aux discours plaidant pour une réduction du rôle de l'État. Le recours à la discrimination positive fut aussi vivement critiqué, certains Blancs estimant que celle-ci ne constituait qu'une discrimination inversée. Alors que les protestants évangéliques avaient voté majoritairement pour Carter en 1976, la droite chrétienne, dont le rôle sur la scène politique ne cessait de croître, s'opposa avec détermination au président démocrate. Les campagnes publiques de figures conservatrices comme Jerry Falwell, de la Moral Majority, ou Phyllis Schlafly, opposée à l'amendement sur l'égalité de droit entre les sexes, exerçaient en effet une forte influence sur les électeurs croyants. Une autre organisation importante, l'Heritage Foundation, devint un centre de réflexion majeur pour l'élaboration et la promotion de politiques conservatrices.